# Juif et Dieu
 (septembre 2014).
Si vous disposez d'ouvrages ou d'articles de référence ou si vous connaissez des sites web de qualité traitant du thème abordé ici, merci de compléter l'article en donnant les références utiles à sa vérifiabilité et en les liant à la section « Notes et références ».
Juif et Dieu est une chanson écrite et interprétée par Serge Gainsbourg sur l'album Mauvaises nouvelles des étoiles, sorti en 1981.
Serge Gainsbourg y présente dans le premier couplet des arguments qui tendent à prouver que le dieu des chrétiens est en fait juif : « Dieu est juif. Juif et dieu », puis étend sa démonstration de l'omniprésence des juifs dans les principaux courants de pensée, ou découvertes scientifiques, du vingtième siècle.
- Dans le premier couplet, il rappelle que Jésus de Nazareth est d'origine sémite. Par déduction, puisque Dieu est son père, celui-ci est donc juif (La tradition de la lignée matrilinéaire date d'après la destruction du temple et le massacre de la population mâle par les romains.)
- Dans le second couplet il évoque Le Capital de Karl Marx... un juif, et annonce que la troïka des purs est composée de trois russes (historiquement, nous sommes en 1926, mais ceci est une autre histoire) qui sont eux aussi d'origine sémite.
- Il le prouve dans le troisième couplet en annonçant les noms réels du « trio bolchévik » : Zinoviev (Grigori Ieseïevitch Apfelbaum), Kamenev (Lev Borissovitch Rosenfeld) et Trotsky (Lev Davidovitch Bronstein), noms qui possèdent donc un élément d'origine juive (Kamenev par son père, Trotsky et Zinoviev par leurs deux parents).
- Il annonce dans le quatrième couplet que le temps est maintenant à l'antéchrist, à savoir la bombe à neutrons, capable de réduire à néant l'humanité entière. Celle-ci n'est autre que le fruit de l'imagination d'Albert Einstein... « encore un juif », dit Gainsbourg.

Il s'agit donc d'une chanson à la fois comique et sérieuse, sur des rythmes de reggae, au ton grinçant et débordant de provocation. Serge Gainsbourg usait déjà de provocation à propos du judaïsme à l'époque où il était pianiste de bar, en se présentant comme « Gigolo youpin », et a développé cette thématique dans un album précédent, « Rock around the bunker » (en particulier les chansons « Est-ce est-ce si bon ? » et « Yellow star »).[réf. nécessaire]